# NGC 753
NGC 753 (również PGC 7387 lub UGC 1437) – galaktyka spiralna z poprzeczką (SBbc), znajdująca się w gwiazdozbiorze Andromedy. Odkrył ją Heinrich Louis d’Arrest 16 września 1865 roku.
W galaktyce tej zaobserwowano supernową SN 1954E.